# Mélampyre des bois
Melampyrum nemorosum
Espèce
Classification APG III (2009)
Le mélampyre des bois (Melampyrum nemorosum) est une plante herbacée annuelle de la famille des Orobanchacées (anciennement Scrofulariacées), à ne pas confondre avec le mélampyre des prés.

## Description

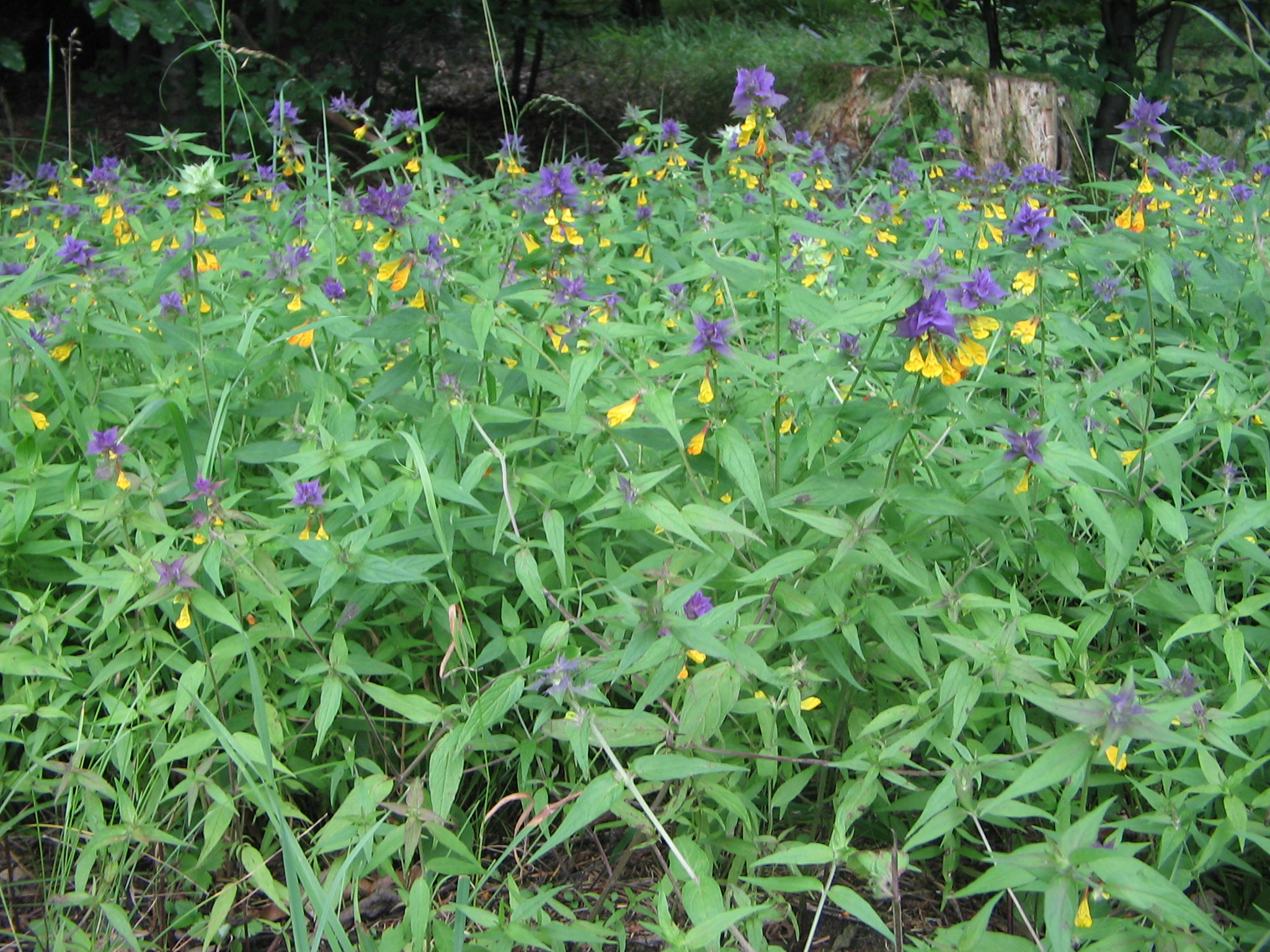
Mélampyre des bois

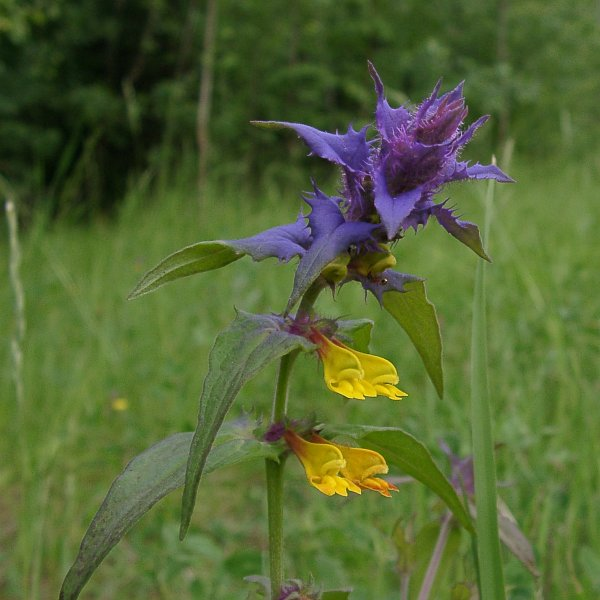
Mélampyre des bois

Cette variété de mélampyre de 20-60 cm pousse dans les bois et au bord des chemins.
Le mélampyre des bois est facile à reconnaître grâce à ses fleurs jaunes qui, à la différence du mélampyre des prés, sont surmontées de bractées de couleur franchement violette.
Il est présent sous forme relativement dispersée ou peut localement former des populations denses et monospécifiques constituant des tapis couvrant le sol sur quelques mètres carrés.